# Sekarjoho
Sekarjoho is een bestuurslaag in het regentschap Pasuruan van de provincie Oost-Java, Indonesië. Sekarjoho telt 3288 inwoners (volkstelling 2010).